# Chibchea elqui
Chibchea elqui is een spinnensoort uit de familie trilspinnen (Pholcidae). De soort komt voor in Chili.